# Annaphila depicta
Annaphila depicta är en fjärilsart som beskrevs av Augustus Radcliffe Grote 1873. Annaphila depicta ingår i släktet Annaphila och familjen nattflyn. Inga underarter finns listade i Catalogue of Life.